# Pečenog
Pečenog (cyr. Печеног) – wieś w Serbii, w okręgu raskim, w mieście Kraljevo. W 2011 roku liczyła 367 mieszkańców.